# Церква Святого Йосафата (Кам'янець-Подільський)
Церква Священомучика Йосафата (колишній Тринітарський костел або костел Святої Трійці) — пам'ятка сакральної архітектури доби пізнього рококо у місті Кам'янець-Подільський.

## З історії

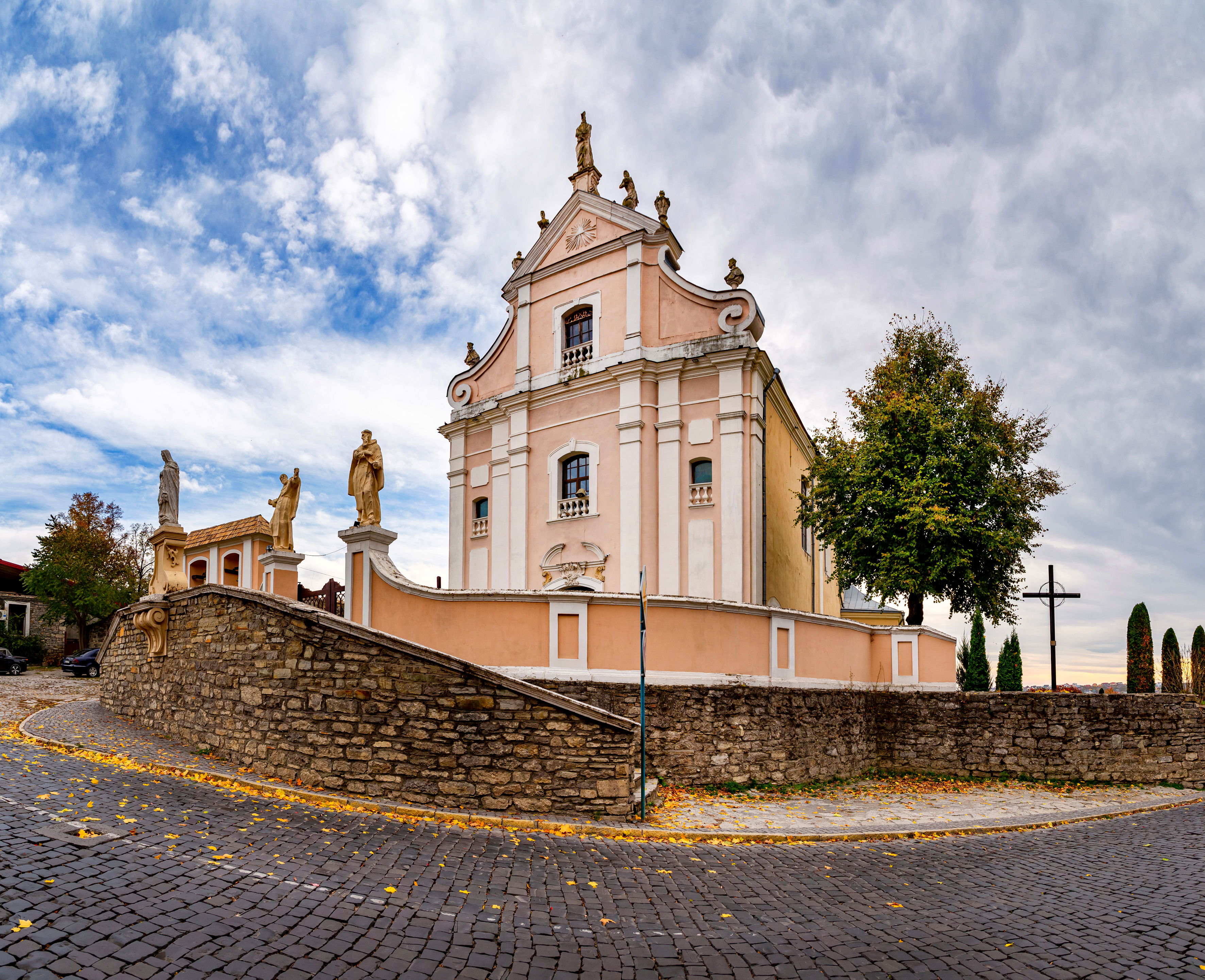
Панорама костелу

Перші ченці-тринітарії прийшли до міста Кам'янець-Подільський в 1699 році, коли місто залишала турецька армія згідно умов Карловацького мирного договору.
Спочатку жебракуючому ордену комісари віддали споруджену біля Лядських воріт в османський період мечеть, будівля якої була сильно пошкоджена повінню, а близьке розташування до заплави Смотрича не обіцяло спокійного існування. Незабаром тринітарії оселилися на вершині плато біля Замкового мосту, який один з братів по імені Михайло отримав у 1696 році у спадок від кам'янецького міщанина Хоцимирського.
В 1712 році на кошти від пожертв спорудили дерев'яний костел, в той час як будівлі маєтку оселилися ченці. В 1750 році знову коштом пожертв розпочали будівництво мурованого з каменю Тринітарського монастирського комплексу. В 1765 році почали експлуатацію кляшторних житлових і господарських будівель, у 1780 році єпископ Адам Станіслав Красінський освятив храм на честь Святої Трійці.

## Опис споруди

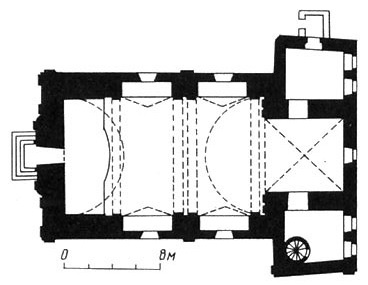
План костелу

Костел святої Трійці та його дзвіниця у місті Кам'янець-Подільський — частини колишнього монастиря оо. тринітаріїв.
Костел однонавний, кам'яний, зовні потинькований, розбфарбований у два кольори. Рідкісний зразок на теренах України невеликої сакральної споруди перехідної доби від бароко до рококо, свідоцтва чому камерність архітектури і декорування вазами на головному фасаді, більш притаманні парковому павільйону світського князя. Гнучкі лінії рококової споруди притаманні і поземному плану споруди у вівтарній частині споруди.
Головний фасад тричастинний, центральна частина ширша за бічні. На рівні другого ярусу центральна частина поєднана з бічними могутніми волютами, а її верхня частина увінчана трикутним фронтоном з чотирма декоративними вазами та скульптурою.
Головний фасад костелу повернутий до брами з фігурами двох святих та барокових за формами східців. Стіна східців прикрашена скульптурою Богородиці, врятованої музейниками зі старовинного польського цвинтаря і перевезеної у місто до Тринітарського костелу.
Декор інтер'єру — пілястри і стінописи темперою, які виконав художник Й. Прагтль в середині 18 століття.
Костел був реставрований у період 1977—1984 років[джерело?]. Нині в колишньому костелі знаходиться греко-католицька церква св. Йосафата.

## Галерея фото

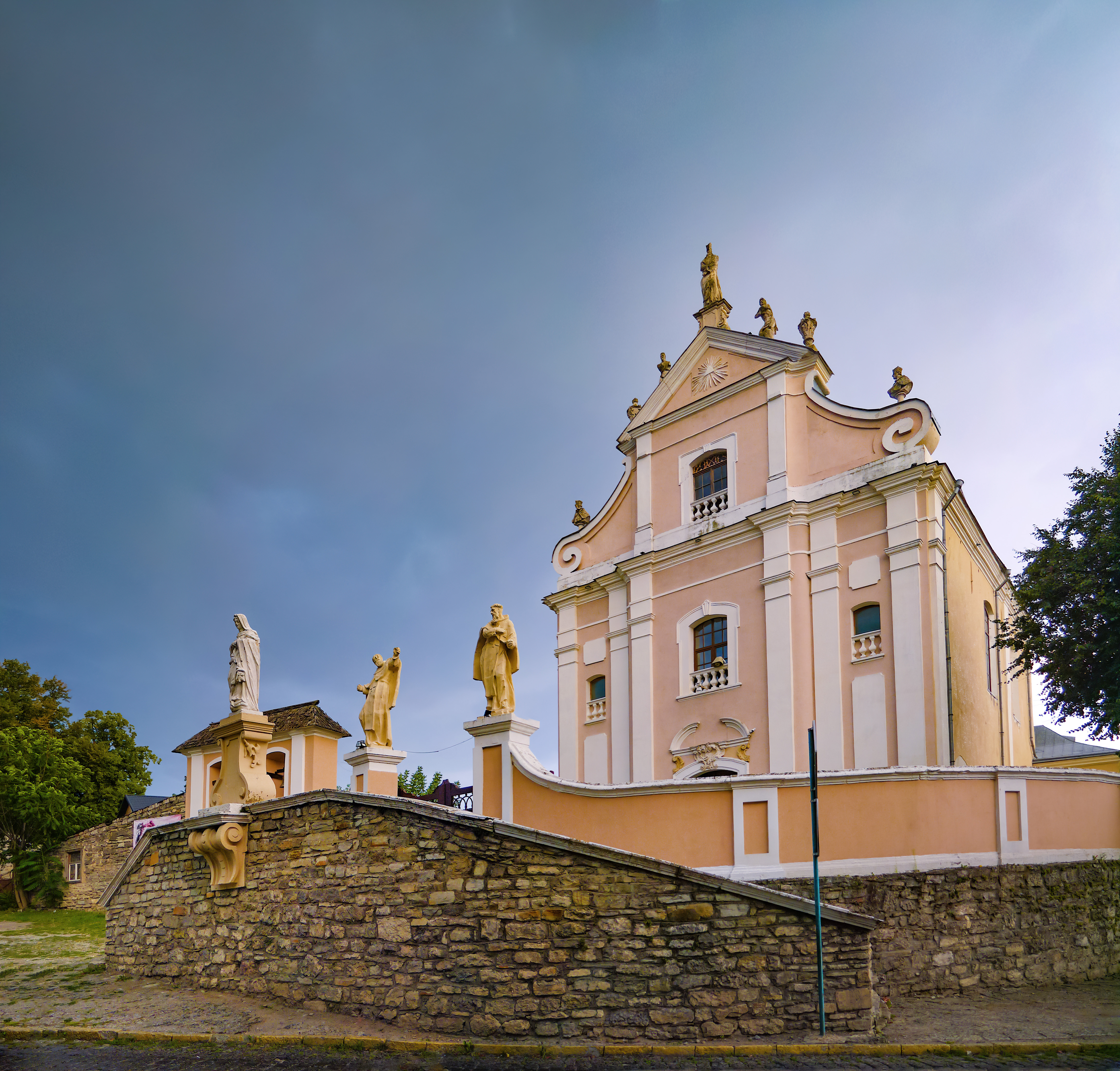
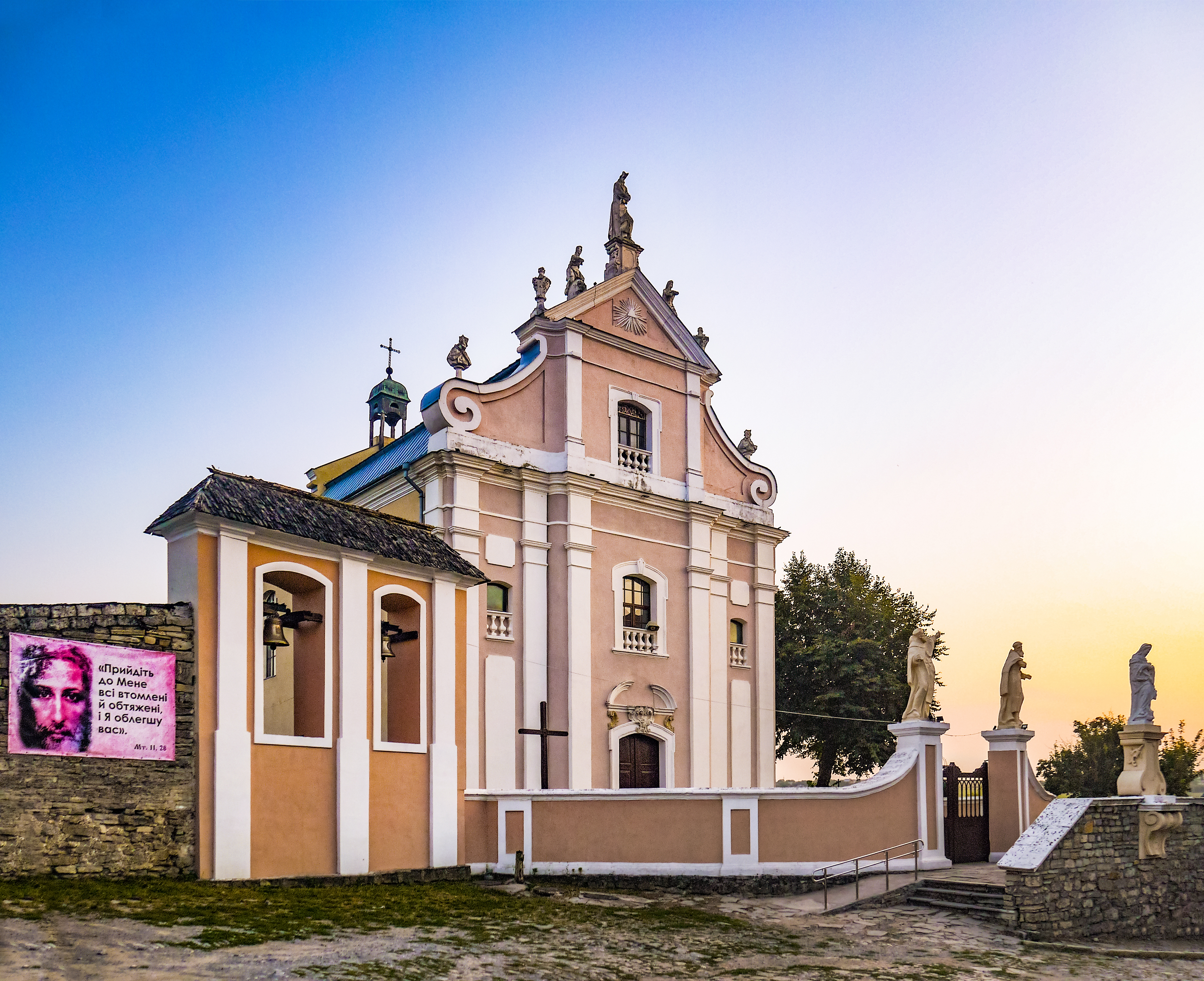
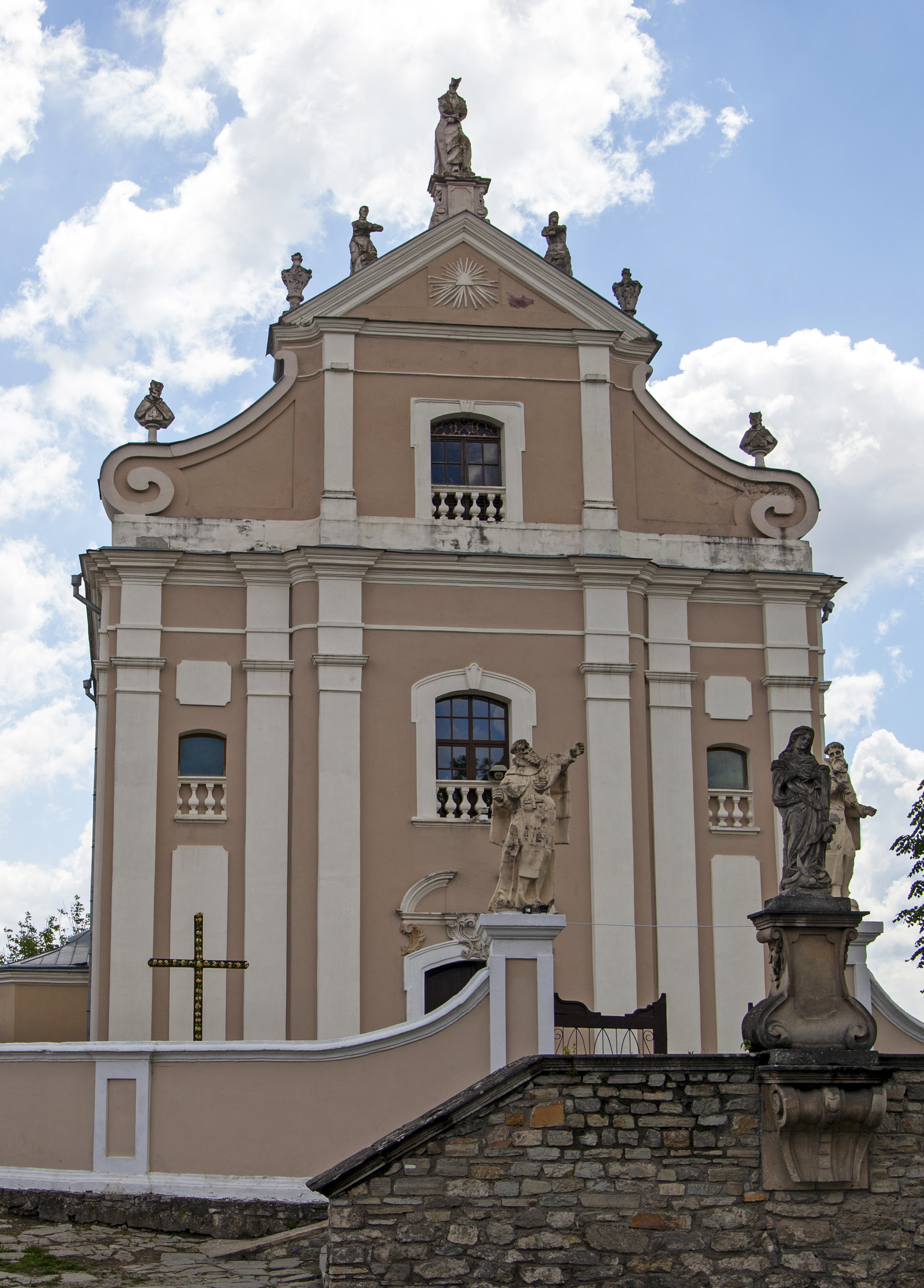
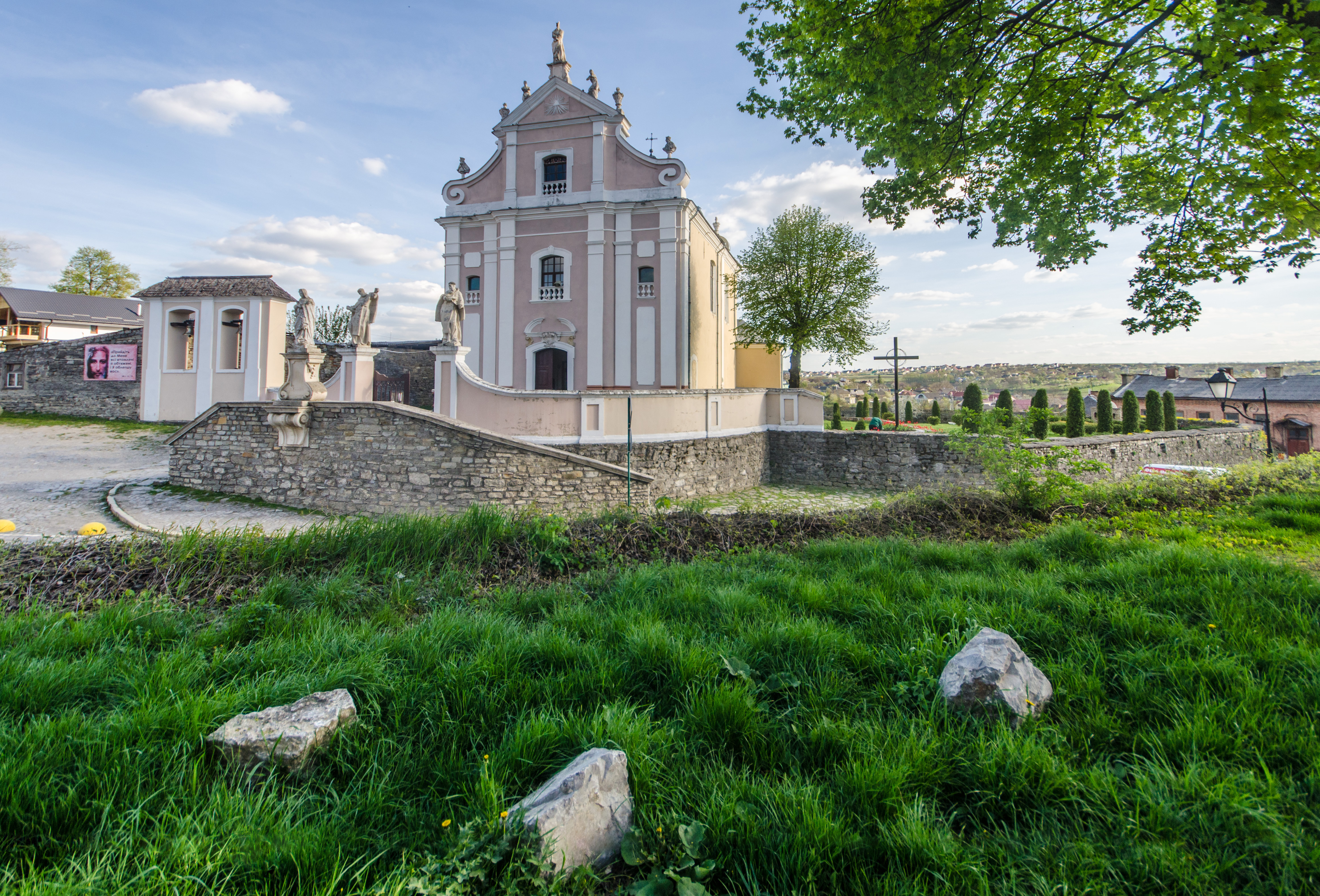
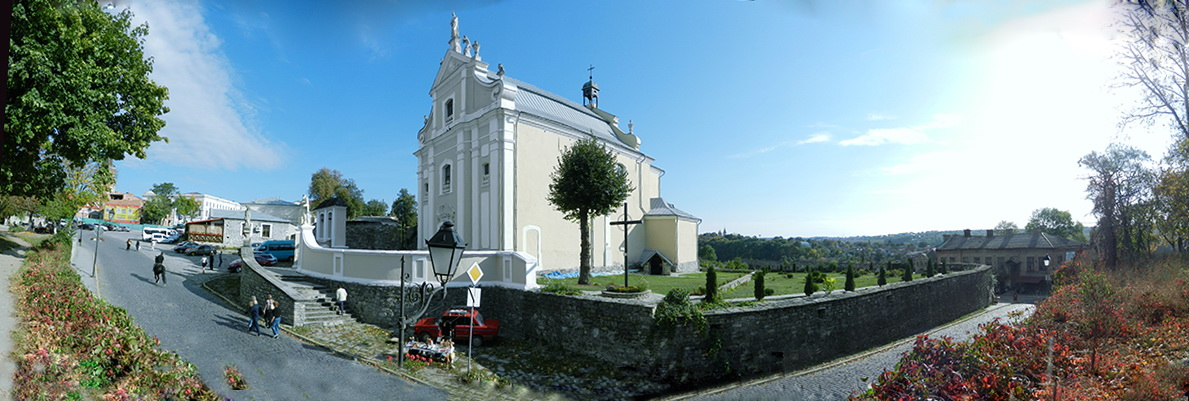
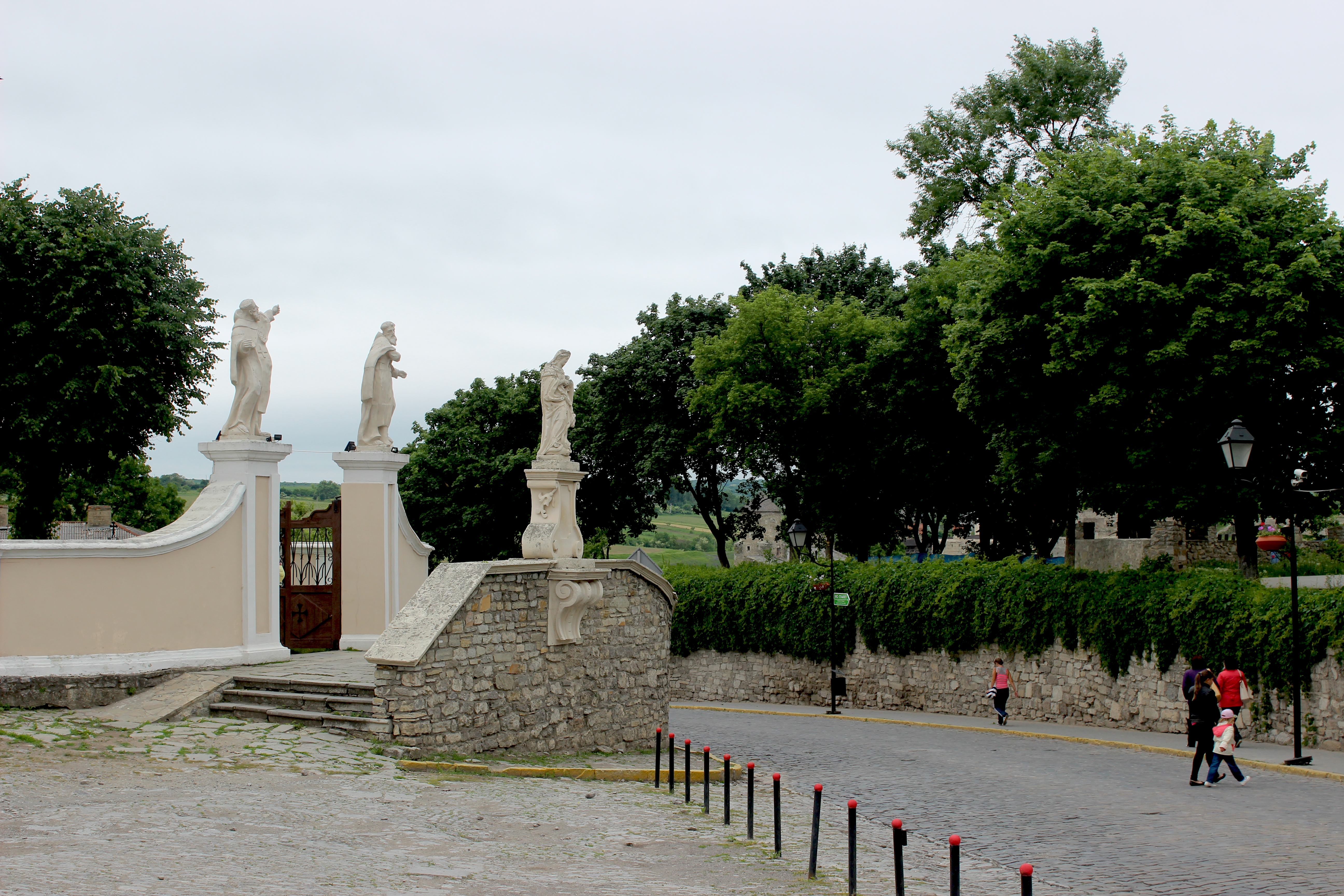
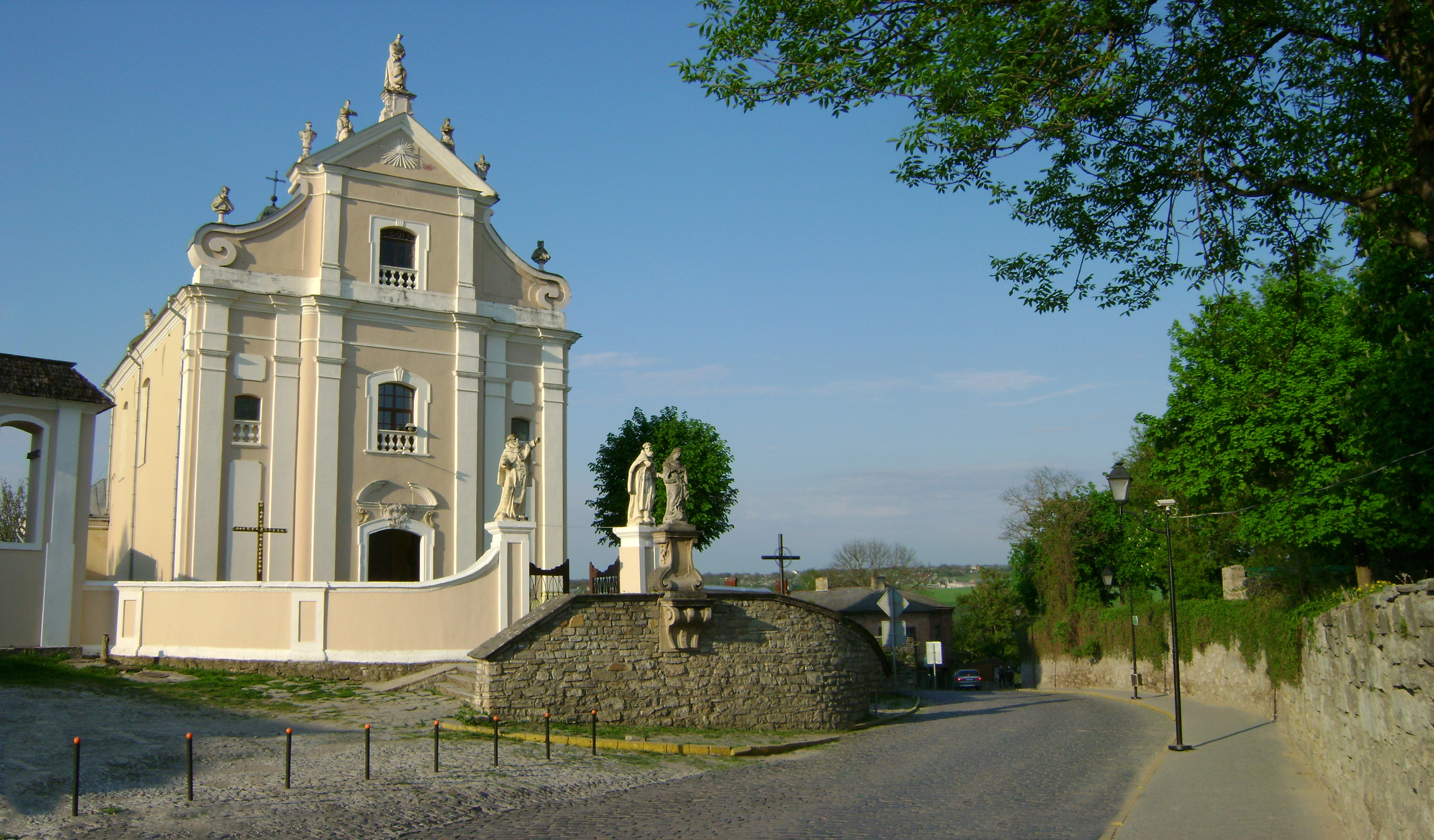
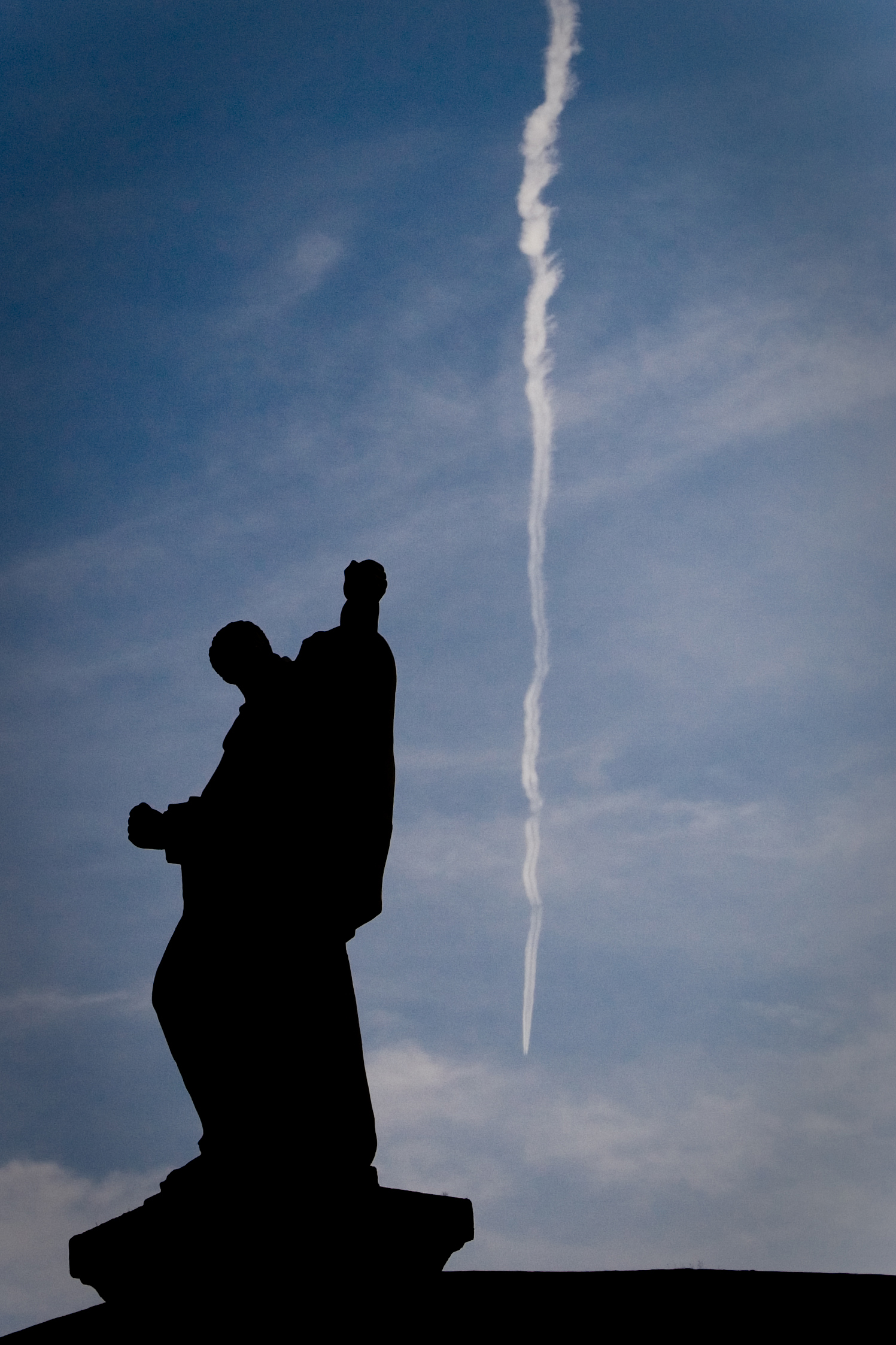
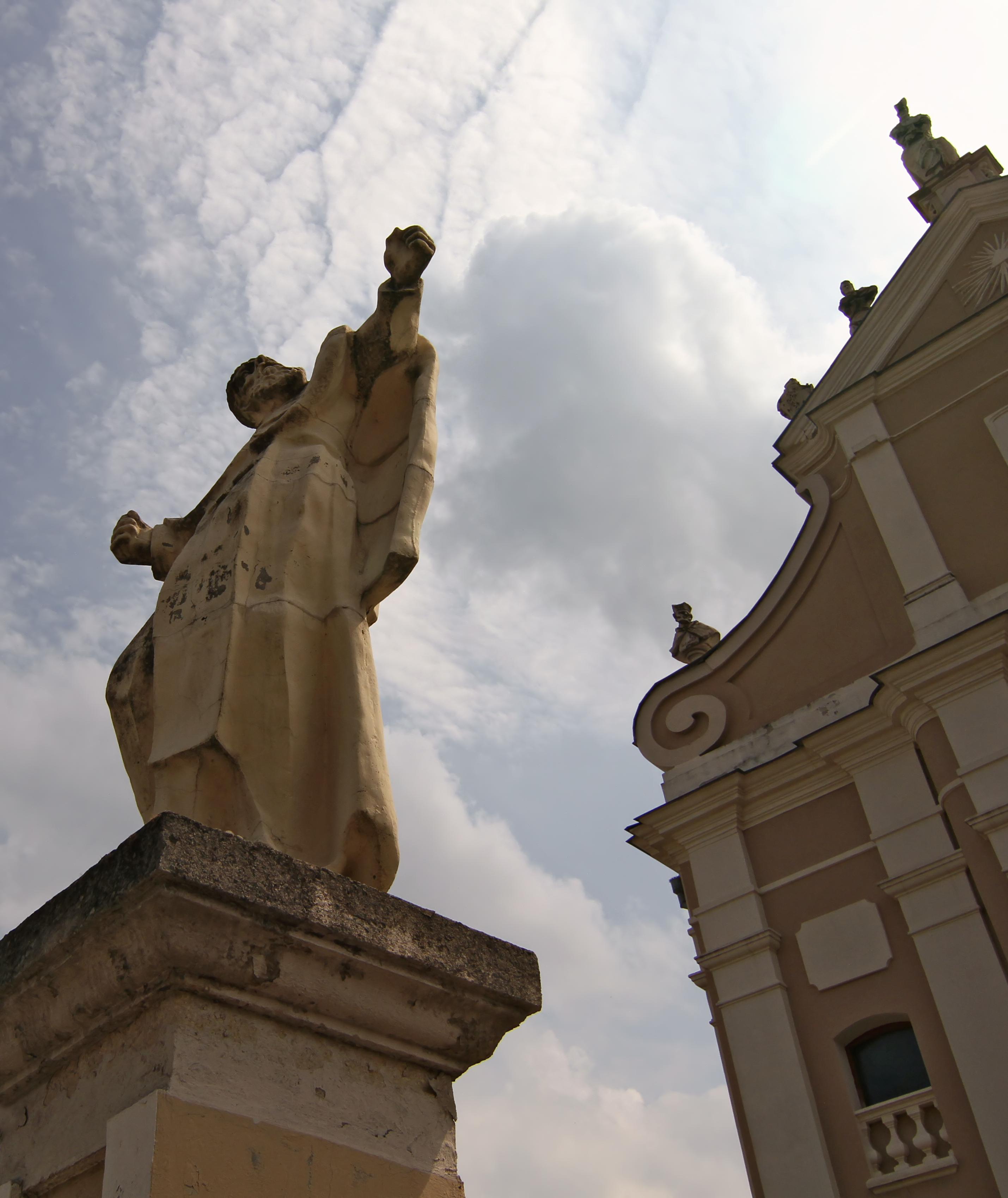
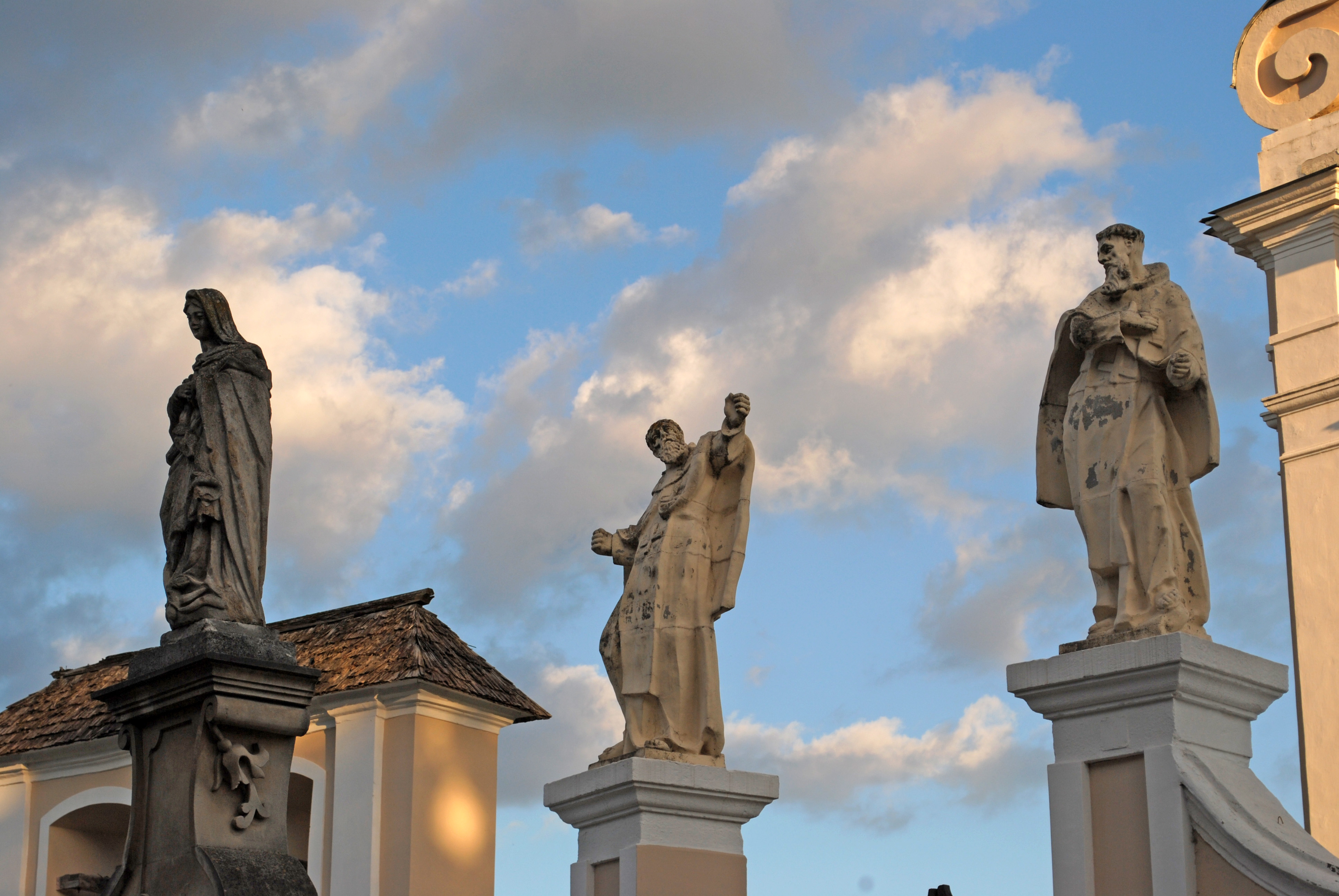
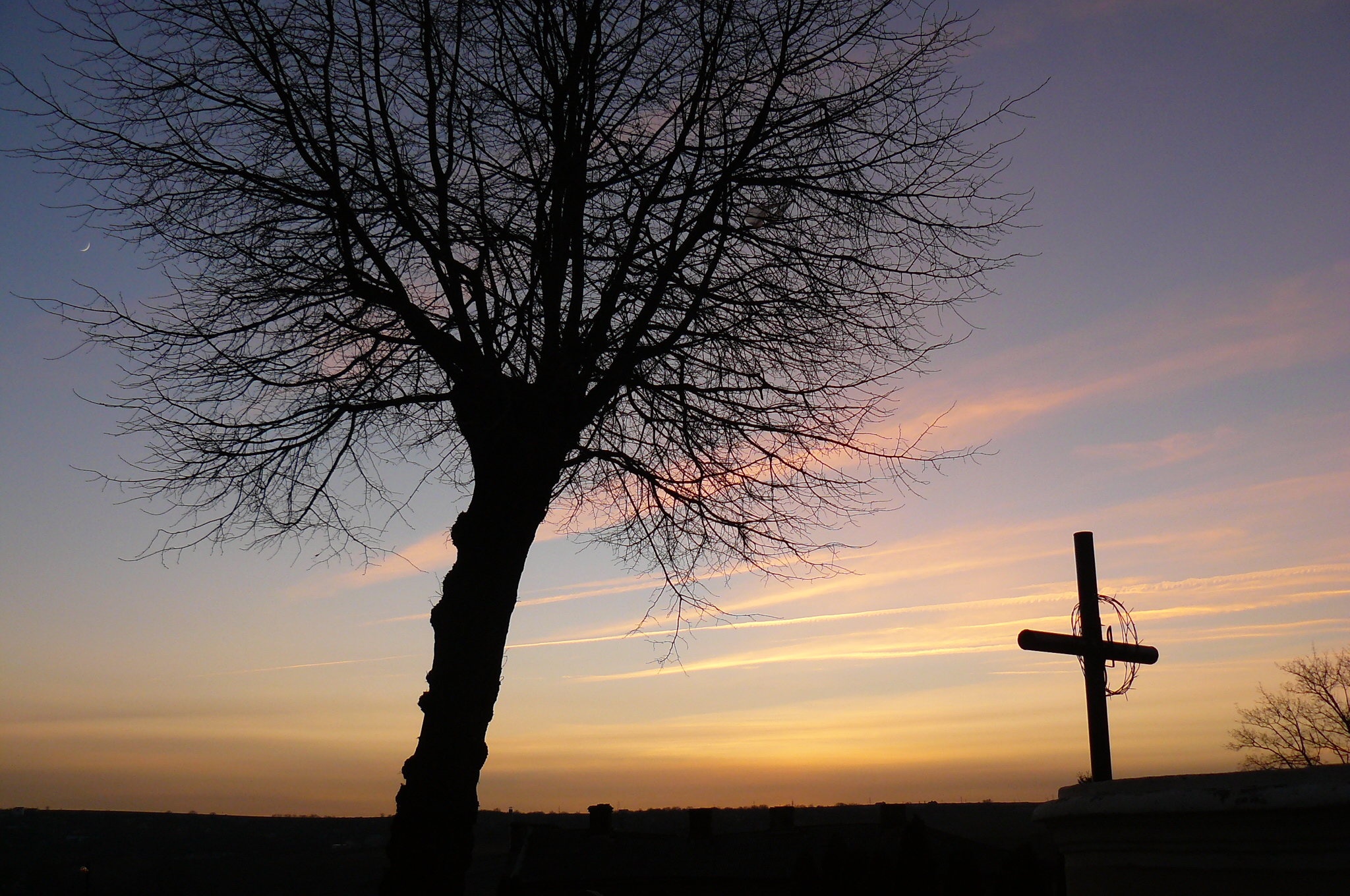
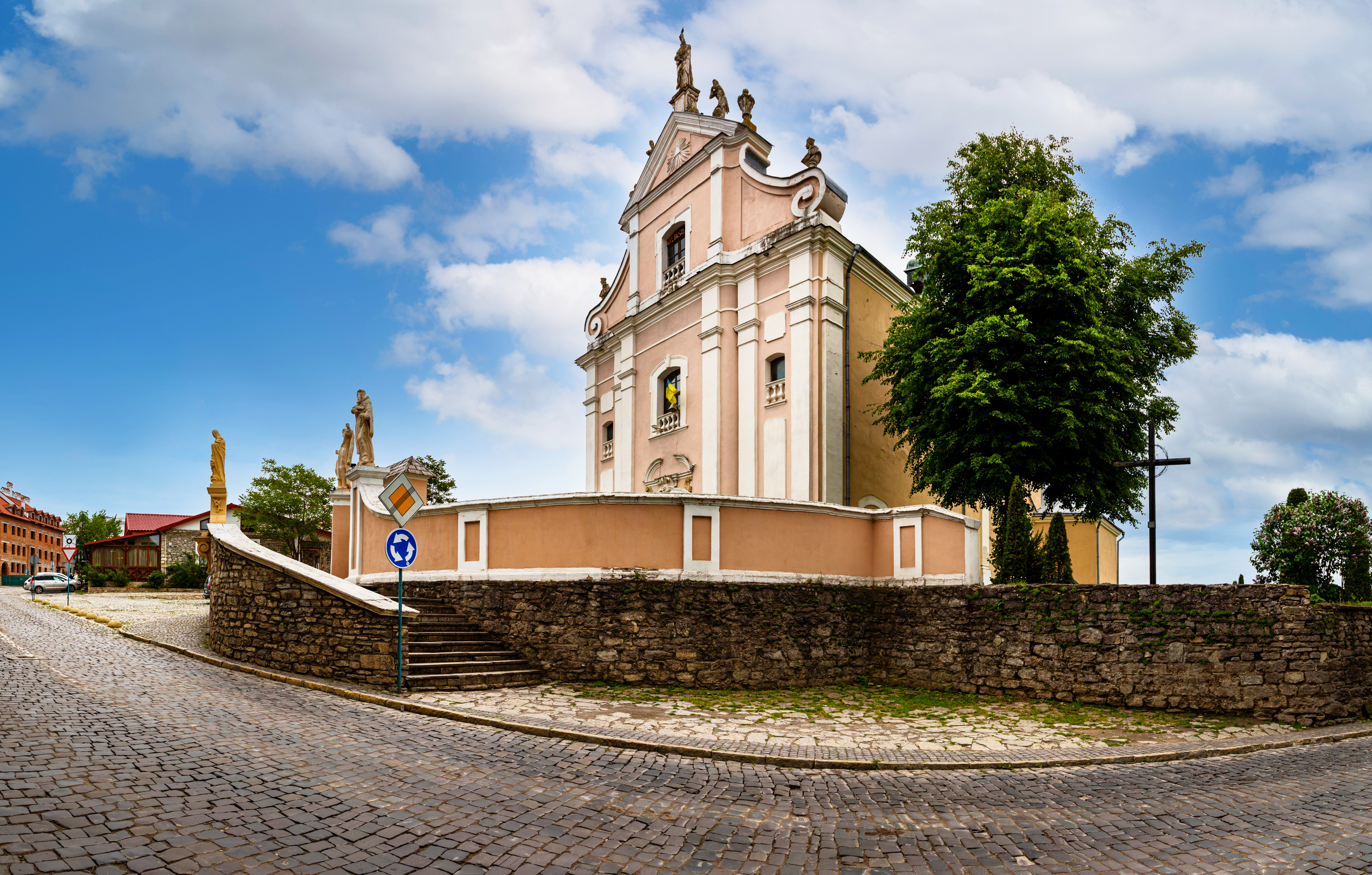